# Michelle Bromley
Michelle Bromley (* 24. Dezember 1987 in Blacktown City als Michelle Beaumont) ist eine australische Tischtennisspielerin. Sie nahm an den Olympischen Spielen 2020 teil und holte bei Ozeanienmeisterschaften dreimal Gold sowie dreimal Bronze.      

## Werdegang
Michelle Bromley stammt aus einer tischtennisbegeisterten Familie. Beide Großeltern von Michelle traten bis in die 1980er Jahre auf nationaler Ebene an, ihre Eltern lernten sich in einem Tischtennisclub in Sydney kennen. Als Sechsjährige fing Bromley an, den Ball zuhause stundenlang gegen die Küchenwand zu schlagen. Ein Jahr später, 1994, spielte die Australierin ihren ersten staatlichen Grundschulwettbewerb, bei dem sie ihre erste Trophäe gewann. Anfangs trainierte sie unter der Anleitung ihrer Mutter Glenys Beaumont, wobei sich ihr Vater mehr auf ihre beiden älteren Brüder im Sport konzentrierte. Michelle gewann ihre ersten nationalen Juniorenmeisterschaften im Alter von 13 Jahren im Jahr 2001. Im selben Jahr wurde Michelle ausgewählt, um Australien international beim U15-Testspiel gegen Singapur zu vertreten. Bisher (2021) vertrat sie ihr Land fünfmal bei Weltmeisterschaften. Sie verwendet die Shakehand-Schlägerhaltung.                                                          

## Turnierergebnisse
| Verband | Veranstaltung             | Jahr | Ort          | Land | Einzel        | Doppel        | Mixed      | Team           | U-21 |
| ------- | ------------------------- | ---- | ------------ | ---- | ------------- | ------------- | ---------- | -------------- | ---- |
| AUS     | Commonwealthmeisterschaft | 2019 | Cuttack      | IND  | letzte 16     |               |            |                |      |
| AUS     | Ozeanienmeisterschaft     | 2018 | Gold Coast   | AUS  | Halbfinale    | Gold          | Halbfinale | Gold           |      |
| AUS     | Ozeanienmeisterschaft     | 2008 | Papeete      | PYF  | Halbfinale    |               |            |                | Gold |
| AUS     | Ozeanienmeisterschaft     | 2006 | Geelong      | AUS  | Viertelfinale | Viertelfinale | letzte 16  |                |      |
| AUS     | Olympische Spiele         | 2020 | Tokio        | JPN  | letzte 128    |               |            | 9. – 16. Platz |      |
| AUS     | World Tour                | 2017 | Gold Coast   | AUS  | Qual.         | letzte 16     |            |                |      |
| AUS     | World Tour                | 2016 | Melbourne    | AUS  | letzte 32     | Viertelfinale |            |                |      |
| AUS     | World Tour                | 2015 | Gold Coast   | AUS  | Qual.         | Viertelfinale |            |                |      |
| AUS     | World Tour                | 2014 | Sydney       | AUS  | Qual.         | Viertelfinale |            |                |      |
| AUS     | Pro Tour                  | 2011 | Stockholm    | SWE  | Qual.         | letzte 32     |            |                |      |
| AUS     | Weltmeisterschaft         | 2019 | Budapest     | HUN  | Qual.         | letzte 64     | letzte 64  |                |      |
| AUS     | Weltmeisterschaft         | 2018 | Halmstad     | SWE  |               |               |            | 45             |      |
| AUS     | Weltmeisterschaft         | 2016 | Kuala Lumpur | MAS  |               |               |            | 53             |      |
| AUS     | Weltmeisterschaft         | 2014 | Tokio        | JPN  |               |               |            | 21             |      |
| AUS     | Weltmeisterschaft         | 2012 | Dortmund     | GER  |               |               |            | 25             |      |
| AUS     | World Team Cup            | 2015 | Dubai        | UAE  |               |               |            | 9              |      |
| AUS     | World Team Cup            | 2010 | Dubai        | UAE  |               |               |            | 11             |      |
| AUS     | Jugend-Weltmeisterschaft  | 2004 | Kōbe         | JPN  | Qual.         | letzte 32     | letzte 16  | 16             |      |
| AUS     | Jugend-Weltmeisterschaft  | 2003 | Santiago     | CHI  | Qual.         | letzte 32     |            | 14             |      |

## Trivia
Michelle Bromley übt hauptberuflich einen Vollzeit-Marketingjob bei Nestlé aus. Ihre Olympiavorbereitung erfolgte auf einer Steinplatte.